# Standfussiana wiskotti
 Standfussiana wiskotti  ist ein Schmetterling (Nachtfalter) aus der Familie der Eulenfalter (Noctuidae). Es handelt sich um eine hochalpine Form, die nur ab etwa 2000 m bis in etwa 3500 m vorkommt. Die Verbreitung ist auf die österreichischen, schweizerischen, italienischen und französischen Hochalpengebiete beschränkt. Die Art wurde nach dem Schmetterlingssammler Max Wiskott (Breslau) benannt.

## Merkmale
Die Flügelspannweite der Falter beträgt 35 bis 44 Millimeter (35 bis 40 mm). Die Grundfarbe der Vorderflügeloberseite variiert von hellcremefarben über gelbbraun, gelbgrau bis grau. Frische Falter sind oft gelb (oder „goldfarben“) überstäubt. Die dunkleren Quer- und Wellenlinien heben sich deutlich ab und sind stark gezackt. Zapfen-, Ring- und Nierenmakel sind etwas verdunkelt, gelegentlich ist die Ringmakel aber undeutlich oder verwaschen, auch fehlend. Alle drei Flügelfelder (Basal-, Mittel- und Saumfeld) können schwache schattierende Querbinden aufweisen; diese können aber auch fehlen. Die Fransen sind gelblich, oft gescheckt. Die Hinterflügel sind einfarbig gelbbraun, oft mit einer etwas dunkleren Randbinde bzw. der Flügel hellt sich zum Flügelansatz hin etwas auf. Die Unterseiten der Vorderflügel sind gelblich gefärbt, die Unterseiten der Hinterflügel sind dunkelgrau gefärbt; sie werden zum Apex hin gelblich. Der Diskalfleck auf den Unterseiten von Hinter- und Vorderflügel ist jeweils halbmondförmig und mehr oder weniger verwaschen.
Der Thorax ist pelzig behaart. Die Unterseite von Thorax und Abdomen sind gelblich gefärbt. Die Fühler des Männchens sind nicht gezähnt, sondern nur geringelt.
Das relativ kleine Ei ist zunächst hellgelb und färbt sich später bräunlich. Die Oberfläche ist fein berippt.
Die Raupe ist dunkel olivgrün gefärbt und besitzt violettrote, schwarze und graugelbe Tönungen und Flecke. An den Seiten des Rückens befinden sich rechteckige, gelbliche Flecke mit kleinen schwarzen Punkten.
Die schlanke Puppe ist braun und besitzt einen Kremaster, auf denen zwei feine Dornen sitzen.

## Geographische Verbreitung und Lebensraum
Die Art kommt nur in den Hochlagen der Alpen oberhalb der Baumgrenze in der Schweiz, Frankreich, Italien und Österreich ab etwa 2000 m bis zu einer Höhe von 3500 Metern vor. In Deutschland ist Standfussiana wiskotti nicht heimisch.

## Lebensweise
Die Art bildet eine Generation pro Jahr, deren Falter von Juli bis August fliegen. Die Falter sind tag- und nachtaktiv und besuchen am Tag die Blüten verschiedener Alpenblumen. Sie kommen aber auch nachts teilweise zahlreich an künstliche Lichtquellen. Die Raupen leben polyphag an krautigen Pflanzen. Sie sind nachtaktiv und verstecken sich am Tag unter Steinen. Die Raupen überwintern wahrscheinlich mehrmals und verpuppen sich in einem lockeren Kokon.